# Anthurium amargalense
Anthurium amargalense Croat & M.M.Mora, 2004 è una pianta della famiglia delle Aracee, endemica della Colombia.